# Segunda División A 1933/34
De Segunda División A 1933/34 was het zesde seizoen van het tweede niveau van het Spaans voetbalkampioenschap. Het was de laatste keer dat er in de huidige vorm met 10 clubs werd gespeeld. De volgende jaren werd er gespeeld met 24 clubs verdeeld in 3 groepen.

## Eindklassement
|    | Club                | WG | W  | G | V  | DV | DT | +/- | P  |                                     |
| -- | ------------------- | -- | -- | - | -- | -- | -- | --- | -- | ----------------------------------- |
| 1  | Sevilla FC          | 18 | 11 | 5 | 2  | 56 | 27 | +29 | 27 | Promotie naar de Primera División   |
| 2  | Atlético Madrid     | 18 | 11 | 2 | 5  | 45 | 28 | +17 | 24 | Promotie naar de Primera División   |
| 3  | Real Murcia         | 18 | 10 | 1 | 7  | 41 | 31 | +10 | 21 |                                     |
| 4  | Celta de Vigo       | 18 | 9  | 2 | 7  | 44 | 28 | +6  | 20 |                                     |
| 5  | CA Osasuna          | 18 | 9  | 0 | 9  | 47 | 39 | +8  | 18 |                                     |
| 6  | Sporting Gijón      | 18 | 8  | 2 | 8  | 30 | 38 | -8  | 18 |                                     |
| 7  | Deportivo La Coruña | 18 | 7  | 3 | 8  | 35 | 38 | -3  | 17 |                                     |
| 8  | Real Unión          | 18 | 7  | 2 | 9  | 31 | 43 | -12 | 16 |                                     |
| 9  | CE Sabadell         | 18 | 5  | 4 | 9  | 31 | 45 | -14 | 14 |                                     |
| 10 | Deportivo Alavés    | 18 | 1  | 3 | 14 | 18 | 61 | -43 | 5  | Degradatie naar de Tercera División |

1929 · 1929/30 · 1930/31 · 1931/32 · 1932/33 · 1933/34 · 1934/35 · 1935/36 · 1936/37 · 1937/38 · 1938/39 · 1939/40 · 1940/41 · 1941/42 · 1942/43 · 1943/44 · 1944/45 · 1945/46 · 1946/47 · 1947/48 · 1948/49 · 1949/50 · 1950/51 · 1951/52 · 1952/53 · 1953/54 · 1954/55 · 1955/56 · 1956/57 · 1957/58 · 1958/59 · 1959/60 · 1960/61 · 1961/62 · 1962/63 · 1963/64 · 1964/65 · 1965/66 · 1966/67 · 1967/68 · 1968/69 · 1969/70 · 1970/71 · 1971/72 · 1972/73 · 1973/74 · 1974/75 · 1975/76 · 1976/77 · 1977/78 · 1978/79 · 1979/80 · 1980/81 · 1981/82 · 1982/83 · 1983/84 · 1984/85 · 1985/86 · 1986/87 · 1987/88 · 1988/89 · 1989/90 · 1990/91 · 1991/92 · 1992/93 · 1993/94 · 1994/95 · 1995/96 · 1996/97 · 1997/98 · 1998/99 · 1999/00 · 2000/01 · 2001/02 · 2002/03 · 2003/04 · 2004/05 · 2005/06 · 2006/07 · 2007/08 · 2008/09 · 2009/10 · 2010/11 · 2011/12 · 2012/13 · 2013/14 · 2014/15 · 2015/16 · 2016/17 · 2017/18 · 2018/19 · 2019/20 · 2020/21 · 2021/22 · 2022/23 · 2023/24 · 2024/25